# Pak Thong Chai (huyện)
Pak Thong Chai (tiếng Thái: ปักธงชัย) là một huyện (amphoe) ở phía nam của tỉnh Nakhon Ratchasima, đông bắc Thái Lan.

## Lịch sử
Khu vực này đã là một thành phố quan trọng từ thời Khmer, thuộc Mueang Phimai. Trong thời vua U Thong của Ayutthaya, đơn vị này đã được đặt tên là Mueang Pak. Khi vua Narai Đại đến xây Mueang Nakhon Ratchasima thành thành phố tiền tiêu đông bắc của Ayutthaya, Mueang Pak là thành phố biên giới của Nakhon Ratchasima, lúc đó có tên là Dan Chapo (ด่านจะโปะ). Vua Taksin Đại đế đã đổi tên thành phố thành Pak Thong Chai và sắp xếp khu vực này cho người Lào từ vương quốc Viêng Chăn.
Vua Rama V đã chuyển thành phố thành huyện (Amphoe) vào năm 1908 trong đợt cải cách hành chính thesaphiban.

## Địa lý
Các huyện giáp ranh (từ phía bắc theo chiều kim đồng hồ) là Sung Noen, Mueang Nakhon Ratchasima, Chok Chai, Khon Buri và Wang Nam Khiao.

## Hành chính
Huyện này được chia thành 16 phó huyện (tambon), các đơn vị này lại được chia ra thành 215 làng (muban). Có 6 đô thị phó huyện (thesaban tambon) - Mueang Pak nằm trên một phần của tambon Mueang Pak và Thong Chai Nuea, Pak Thong Chai further part of tambon Pak Thong Chai và Takhop nằm trên một phần của tambon Takhop, Nok Ok, Lam Nang Kaeo và Bo Pla Thong,  Nok Ok, Lam Nang Kaeo và Bo Pla Thong mỗi đơn vị nằm trên tambon cùng tên.
| STT | Tên             | Thai     | Dân số |
| --- | --------------- | -------- | ------ |
| 1.  | Mueang Pak      | เมืองปัก   | 18.515 |
| 2.  | Takhu           | ตะคุ      | 12.224 |
| 3.  | Khok Thai       | โคกไทย   | 4.577  |
| 4.  | Samrong         | สำโรง    | 3.445  |
| 5.  | Takhop          | ตะขบ     | 14.214 |
| 6.  | Nok Ok          | นกออก    | 6.083  |
| 7.  | Don             | ดอน      | 4.279  |
| 9.  | Tum             | ตูม       | 5.476  |
| 10. | Ngio            | งิ้ว       | 6.514  |
| 11. | Sakae Rat       | สะแกราช  | 8.787  |
| 12. | Lam Nang Kaeo   | ลำนางแก้ว | 5.020  |
| 16. | Phu Luang       | ภูหลวง    | 5.384  |
| 17. | Thong Chai Nuea | ธงชัยเหนือ | 8.362  |
| 18. | Suk Kasem       | สุขเกษม   | 4.732  |
| 19. | Kasem Sap       | เกษมทรัพย์ | 3.535  |
| 20. | Bo Pla Thong    | บ่อปลาทอง | 4.097  |

Những số không có thuộc tambon nay tạo thành huyện Wang Nam Khiao.

## Kinh tế
Pak Thong Chai có vải lụa nổi tiếng trên thế giới.